# Sonia Alconini
Sonia Alconini Mujica (sinh năm 1965) là một nhà nhân chủng học và nhà khảo cổ học người Bolivia chuyên về phát triển kinh tế xã hội và chính trị của các nền văn hóa hình thành của nền văn minh Andes ở vùng cao nguyên Bolivian quanh Hồ Titicaca. Các công trình của bà đã phát hiện ra bằng chứng rằng các tương tác Inka ở biên giới Bolivia không phải là thống trị và chứng minh thêm rằng việc các xã hội hình thành sử dụng việc tra tấn theo nghi thức như một phương thức để kiểm soát chính trị.

## Tiểu sử
Sonia Alconini Mujica sinh năm 1965 tại Bolivia và tỏ ra quan tâm sớm về sự hình thành chính trị của các xã hội Andes ban đầu và việc sử dụng khảo cổ học để cải thiện sự hiểu biết về các mối quan hệ về văn hóa. 
Năm 1992, bà tham gia Dự án khảo cổ Taraco của UC Berkeley tại Chiripa, một dự án đang diễn ra nhằm làm sáng tỏ sự phát triển kinh tế xã hội và chính trị của Thời kỳ hình thành của lòng chảo hồ Titicaca. Các mảnh gốm được khai quật tại khu vực này là từ các giai đoạn Chiripa, Chiripa-Mamani, và Tiwanaku III, IV, và V của nền văn minh. Bà đã tốt nghiệp đại học năm 1993 từ trường Đại học Mayor de San Andrés ở La Paz và tiếp tục theo học tại Đại học Pittsburgh, lấy bằng thạc sĩ về nhân chủng học vào năm 2000 và bằng tiến sĩ khảo cổ học vào năm 2002. Vào năm 2004, Alconini được thuê làm trợ lý giáo sư tại Đại học Texas ở San Antonio và năm 2010, bà được thăng chức phó giáo sư tại Khoa Nhân chủng học.

## Một số tác phẩm chọn lọc
- Alconini, Sonia (1991). “Algunas reflexiones sobre la formación de la arqueología en Bolivia”. Etnología (bằng tiếng Tây Ban Nha). La Paz, Bolivia. 15 (19): 57–68.
- Alconini Mujica, Sonia (1993). La cerámica de la pirámide akapana y su contexto social en e estado de Tiwanaku (Tesis de Licenciatura) (bằng tiếng Tây Ban Nha). La Paz, Bolivia: Universidad Mayor de San Andrés.
- Alconini Mujica, Sonia (1995). Rito, símbolo e historia en la pirámide de Akapana, Tiwanaku: un análisis de cerámica ceremonial prehispánica (bằng tiếng Tây Ban Nha). La Paz, Bolivia: Editorial Acción.[liên kết hỏng]
- Alconini, Sonia (2002). Prehistoric Inka Frontier Structure and Dynamics in the Bolivian Chaco (PhD). Pittsburgh, Pennsylvania: University of Pittsburgh.
- Alconini, Sonia (2003). “Mujeres de élite en los albores del Imperio Inka: guerra y legitimación política” (PDF). Textos Antropológicos (bằng tiếng Tây Ban Nha). La Paz, Bolivia: Universidad Mayor de San Andrés. 14 (2): 149–158.
- Alconini, Sonia (2005). “Resumen de las excavaciones en el asentamiento Yoroma. Region Oroncota: Efectos de la politica Inka en un centro administrativo Yampara” (PDF). Revista Nuevos Aportes (bằng tiếng Tây Ban Nha). La Paz, Bolivia: ArqueoBolivia (3): 46–55.
- Alconini, Sonia (ngày 25 tháng 8 năm 2007). “La ocupación Inka en Charazani: Arquitectura de poder y reocupación de espacios sagrados (un avance de investigación)” (PDF). Anales de la XXI Reunión Annual de Etnologia (bằng tiếng Tây Ban Nha). La Paz, Bolivia: MUSEF (3): 59–62.
- Alconini, Sonia (2008).  Izeta, Andrés D. (biên tập). El Inkario en los valles del Sur Andino Boliviano: los Yamparas entre la arqueología y etnohistoria (PDF). South American Archaeology Series (bằng tiếng Tây Ban Nha). IV. Oxford, England: British Archaeological Reports International Series 10784.
- Malpass, Michael A.; Alconini, Sonia (2010). Distant Provinces in the Inka Empire: Toward a Deeper Understanding of Inka Imperialism. Iowa City: University of Iowa Press. ISBN 978-1-58729-933-9.
- Becker, Sara K; Alconini, Sonia (tháng 3 năm 2015). “Head extraction, interregional exchange, and political strategies of control at the site of Wata Wata, Kallawaya territory, Bolivia, during the transition between the Late Formative and Tiwanaku periods (A.D. 200-800)”. Latin American Antiquity. Washington, DC: Society for American Archaeology. 26 (1): 30–48.